# Орчик (река)
О́рчик (укр. Орчик) — река на Украине, в пределах Валковского, Красноградского и Зачепиловского районов Харьковской области и Карловского и Чутовского районов Полтавской области. Правый приток Орели (бассейн Днепра).

## Описание
Длина реки — 108 км, площадь водосборного бассейна — 1460 км². Долина трапециеобразная, асимметричная, шириной 3—4 км. Пойма двухсторонняя, шириной 0,3—0,6 км. Русло извилистое, шириной 10—20 м (в низовье). Уклон реки 0,6 м/км. Сооружены пруды и небольшие водохранилища.

## Расположение
Орчик берёт начало к северо-востоку от села Водяная Балка. Течёт преимущественно на юго-запад, в низовье — на юг. Впадает в Орель к западу от южной окраины села Малый Орчик.

## Притоки
- Правые: Ямна;
- Левые: Ланна, Скотобалка.

## Использование
Воды Орчика используются для орошения, технического водоснабжения.

## Населённые пункты
В Полтавской области над рекой расположен город Карловка, сёла: Белуховка, Варваровка, Поповка, Фёдоровка, Климовка Карловского района и сёла Ольховатка и Гряково Чутовского района.